# Stazione di Statte
La stazione di Statte è una stazione ferroviaria al servizio del comune di Statte, posta sulla linea Bari-Taranto. È gestita dalle Ferrovie del Sud Est.
Entrò in servizio nel 1931, assieme al tronco Martina Franca-Taranto della linea Bari-Taranto.

## Servizi
La stazione dispone di:
- Biglietteria automatica
- Servizi igienici
- Area per l'attesa
- Accessibilità per portatori di handicap
- Parcheggio di scambio

## Movimento
La stazione è servita dai treni regionali svolti dalle Ferrovie del Sud Est nella relazione Martina Franca - Taranto della linea 1.